# Lijst van Eurocommissarissen voor Energie
De functie van Europees commissaris voor Energie is sinds de commissie-Rey (juli 1967) een functie binnen de Europese Commissie. Als een gevolg van het Fusieverdrag werden de drie onafhankelijke gemeenschappen EGKS, Euratom en de EEG samengevoegd tot de Europese Gemeenschappen. De portefeuille Energie viel eerder onder Euratom, maar door het Fusieverdrag werd de portefeuille een onderdeel van de Europese Commissie.
| #  | Eurocommissaris voor Energie   | Eurocommissaris voor Energie | Eurocommissaris voor Energie        | Termijn                              | Nationale partij | Europese Partij | Commissie             | Land                     | Overige Portfolio(s)                                           |
| -- | ------------------------------ | ---------------------------- | ----------------------------------- | ------------------------------------ | ---------------- | --------------- | --------------------- | ------------------------ | -------------------------------------------------------------- |
| 1  |                                | Wilhelm Haferkamp            | Wilhelm Haferkamp (1923–1995)       | 2 juli 1967 – 30 juni 1970           | SPD              | PES             | Rey                   | Bondsrepubliek Duitsland |                                                                |
| 1  | 1 juli 1970 – 21 maart 1972    | Wilhelm Haferkamp            | Wilhelm Haferkamp (1923–1995)       | Malfatti                             | SPD              | PES             | Interne Markt Euratom | Bondsrepubliek Duitsland |                                                                |
| 1  | 21 maart 1972 – 5 januari 1973 | Wilhelm Haferkamp            | Wilhelm Haferkamp (1923–1995)       | Mansholt                             | SPD              | PES             | Interne Markt Euratom | Bondsrepubliek Duitsland |                                                                |
| 2  |                                |                              | Henri Simonet (1931–1996)           | 6 januari 1973– 5 januari 1977       | SP               | PES             | Ortoli                | België                   | Euratom                                                        |
| 3  |                                | Guido Brunner                | Guido Brunner (1930–2007)           | 6 januari 1977 – 5 januari 1981      | FDP              | ALDE            | Jenkins               | Bondsrepubliek Duitsland | Euratom Onderwijs Onderzoek en Wetenschap                      |
| 4  |                                | Étienne Davignon             | Étienne Davignon (1932)             | 6 januari 1981 – 5 januari 1985      | O                | O               | Thorn                 | België                   | Vicevoorzitter Industrie Euratom Onderzoek en Wetenschap       |
| 5  |                                |                              | Nicolas Mosar (1927–2004)           | 6 januari 1985 – 5 januari 1989      | CSV              | EVP             | Delors I              | Luxemburg                | Euratom                                                        |
| 6  |                                |                              | António Cardoso e Cunha (1933–2021) | 6 januari 1989 – 5 januari 1993      | PSD              | EVP             | Delors II             | Portugal                 | Euratom Midden- en Kleinbedrijf Administratieve Zaken Toerisme |
| 7  |                                | Abel Matutes                 | Abel Matutes (1941)                 | 6 januari 1993 – 1 april 1994        | PP               | EVP             | Delors III            | Spanje                   | Vervoer                                                        |
| 8  |                                | Marcelino Oreja              | Marcelino Oreja (1935)              | 1 april 1994 – 24 januari 1995       | PP               | EVP             | Delors III            | Spanje                   | Vervoer                                                        |
| 9  |                                | Christos Papoutsis           | Christos Papoutsis (1953)           | 25 januari 1995 15 september 1999    | PASOK            | PES             | Santer                | Griekenland              | Euratom Midden- en Kleinbedrijf Toerisme                       |
| 10 |                                | Loyola de Palacio            | Loyola de Palacio (1950–2006)       | 16 september 1999 – 22 november 2004 | PP               | EVP             | Prodi                 | Spanje                   | Vervoer Interinstitutionele Betrekkingen                       |
| 11 |                                | Andris Piebalgs              | Andris Piebalgs (1957)              | 22 november 2004 – 9 februari 2010   | O                | O               | Barroso I             | Letland                  |                                                                |
| 12 |                                | Günther Oettinger            | Günther Oettinger (1953)            | 9 februari 2010 – 1 november 2014    | CDU              | EVP             | Barroso II            | Duitsland                |                                                                |
| 13 |                                | Miguel Arias Cañete          | Miguel Arias Cañete (1950)          | 1 november 2014 – 1 december 2019    | PP               | EVP             | Juncker               | Spanje                   | Klimaat                                                        |
| 14 |                                | Kadri Simson                 | Kadri Simson (1977)                 | 1 december 2019 – heden              | EK               | ALDE            | Von der Leyen         | Estland                  |                                                                |